# ローレン・ロンドン
ローレン・ロンドン（Lauren London, 1984年12月5日 - ）は、アメリカ合衆国出身の女優である。

## 私生活
2009年、ラッパーのリル・ウェインとの間に男児が誕生。
2016年、ラッパーのニプシー・ハッスルとの間に第二子男児が誕生。

## 出演作品
- アントラージュ★オレたちのハリウッド
- 愛しのベス・クーパー（キャミー）
- 新ビバリーヒルズ青春白書
- ウィズアウト・リモース
- ユー・ピープル 〜僕らはこんなに違うけど〜（アミラ）